# Ʒ
Ʒ (gemenform: ʒ) (kallad "ezh" eller "z med svans") är en bokstav i det latinska alfabetet som används i det Internationella fonetiska alfabetet där den representerar en tonande postalveolar frikativa. Den baserar sig på en medeltida kursiv variant av bokstaven z som därefter utvecklades vidare i frakturstil och återfinns än idag i det tyska ß. Än i dag skrivs gemenformen z ofta som ʒ i skrivstil.
Ʒ återfinns bland annat i skoltsamiska där den uttalas som /ʣ/, en tonande alveolar affrikata. Här används också en hakförsedd variant Ǯ som uttalas som /ʤ/, en tonande postalveolar affrikata.

## Liknande tecken
- Siffran 3.
- Ȥ, z med svans, används för att återge texter på medelhögtyska.
- Ȝ, yogh, en bokstav i det fornengelska alfabetet. Historiskt sett härstammar dock ȝ från bokstaven g medan ʒ härstammar från z. I Unicode från version 1.0 fram till version 3.0 betraktades ʒ och ȝ som ett och samma tecken men har därefter skiljts åt.
- I det kyrilliska alfabetet finns de liknande bokstäverna З och ӡ som kallas ze respektive dze.